# Érico Trolle da Suécia
Érico Arvidsson Troll (conhecido na Suécia como Erik Trolle; nascido em 1460 e falecido em 1530)  foi, a partir de 1487, membro do Conselho Real Sueco (riksråd) e no ano de 1512, regente da Suécia (riksföreståndare).
Érico começou sua carreira como padre, e em 1487 entrou na política. Como conselheiro real (riksråd), apoiava o rei João da Dinamarca (Hans), e depois da morte deste apoiou Svante Nilsson. Quando Svante Nilsson morreu em 1512, Érico foi escolhido pelo conselho para novo rei, mas a escolha foi contestada por Sten Sture, o Jovem, que o destituiu e assumiu ele próprio o cargo. Érico Trolle era o pai de Gustavo Trolle.